# شهرستان آنرن

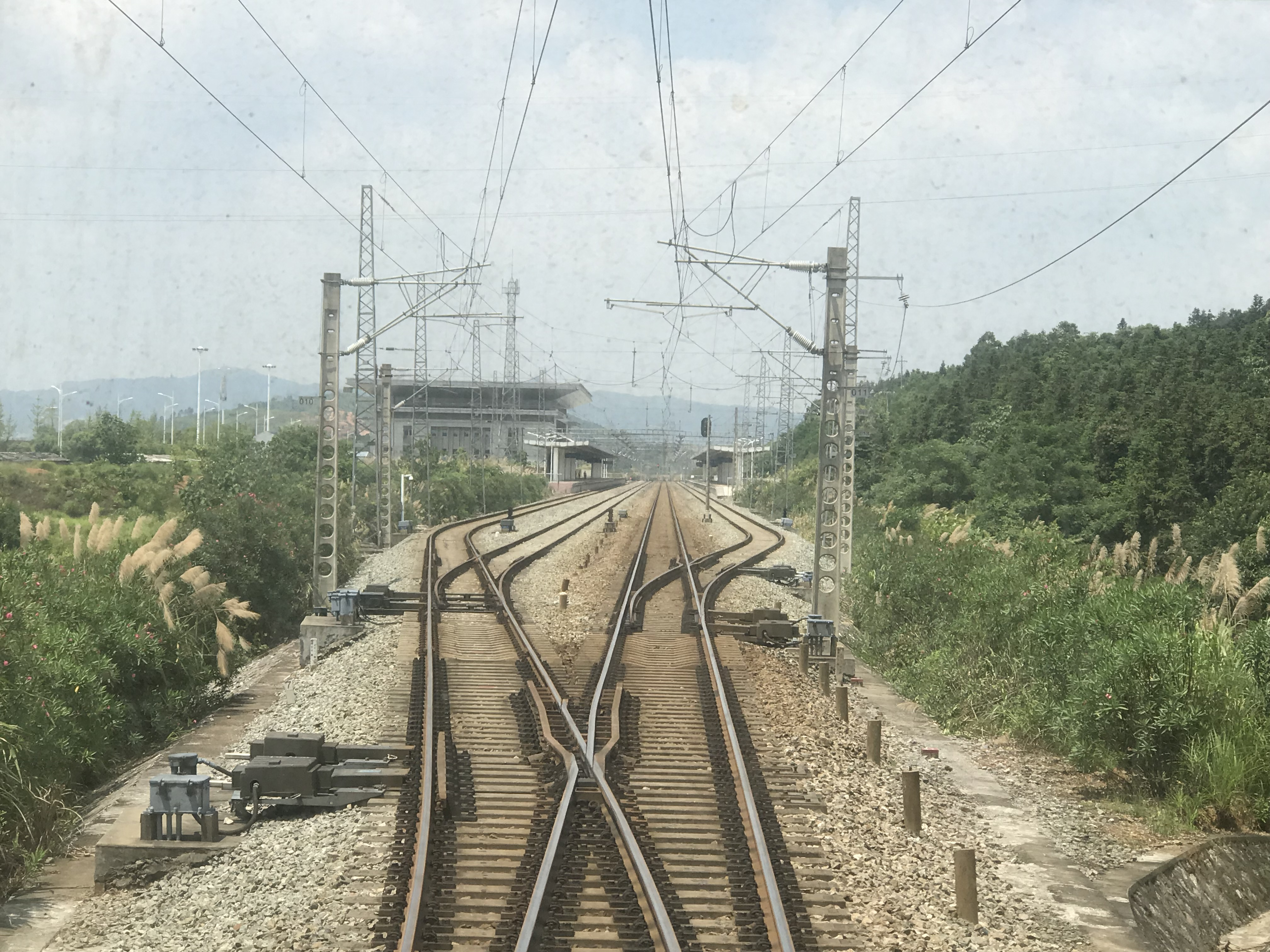
شهرستان آنرن

شهرستان آنرن (به لاتین: Anren County) یک منطقهٔ مسکونی در چین است که در چنژو واقع شده‌است.